# Јанез Врховец
Јанез Врховец (Београд, 19. јануар 1921 — Београд, 7. октобар 1997) био је југословенски и српски филмски и телевизијски глумац словеначког порекла.

## Биографија
Јанез Врховец рођен је у Београду 19. јануара 1921. године од оца Јанеза, који је био стаклар, и мајке Вилхелмине, рођене Шпиљак. Младост је провео у Београду. Након основне школе, коју је похађао у Београду и Љубљани, први разред средње школе 1931/32. похађао је у Љубљани, а касније од 1932. до 1935. у Београду. Завршио је Средњу техничку школу у Београду, а 1942. године се запослио као инжењер електротехнике у српској агенцији немачке компаније Сименс. Године 1944. придружио се Народноослободилачкој борби. Његов таленат довео га је до тога да постане члан АКУД „Иво Лола Рибар“ , где је постао члан хора и драмске секције, а до 1949. године био је и уметнички секретар.
У академској 1946/47. години студирао је електротехнику у Љубљани, а академске 1947/48 у Београду, али је одустао након три семестра. Од 1949. до 1952. године био је члан Авала филма, а затим је одлучио да постане први глумац са статусом слободног уметника.
Био је један од оснивача Удружења филмских глумаца Југославије, а 1968. године и Удружења филмских глумаца Србије. Председавао је овим удружењем између 1974. и 1975. године. Такође је иницијатор организације фестивала „Филмски сусрети“, који се у Нишу одржава од 1966.године. Председавао је Већем за уметност Сервиса Филмских радних заједница у Београд 1977. године.
Јанез Врховец, такође, је био аутор на десетине текстова писаних у облику десетерца, за емисију „Весело вече“ Радио Београда.

## Филмска каријера
Свој први дугометражни филм снимио је 1950. са мањом улогом у филму редитеља Радивоја Лоле Ђукић. Од тада, па све до своје смрти, појавио се у више од 150 филмова и ТВ серија. Већину улога одиграо је у српским филмовима, као и у страним и различитим копродукцијама. У словеначким филмовима посебно је запажен по улогама у филмовима Три приче (1955), Добро море (1958), Лет мртве птице (1973), Дивота прашине (1975). Најпознатији југословенски филмови у којима се појављује су Шолаја (1955), Мале ствари (1957), Партизанске приче (1960), Капи, воде, ратници (1962), Човјек са фотографије (1963), Прометеј с отока Вишевице (1964), Вртлог (1964), Човек није тица (1965), До победе и даље (1966), Дим (1967), Немирни (1967), Празник (1967), Дечак и виолина (1975). Копродуцирао је филмове између југословенске филмске индустрије и италијанске, аустријске, америчке, норвешке и енглеске филмске индустрије.
Последњи пут се појавио у телевизијској серији Горе доле 1996. и 1997. године.

## Награде
За своје улоге награђиван је бројим наградама:
- Сребрна арена на Филмском фестивалу у Пули 1965. године,
- Диплома са Фестивала „Филмски сусрети“ у Нишу 1966. за улогу Видана у филму До победе и даље,
- Диплома са Фестивала „Филмски сусрети“ у Нишу 1975. за улогу у филму Дечак и виолина,
- Награда „Славица” за животно дело 1988. године,[4]
- Први добитник Прстена филмских глумаца, за одиграних сто филмских улога,[5]
- Орден рада са златним венцем 1966. године,
- Орден братства и јединства са сребрним венцем 1972. године.

## Филмографија
| Год.       | Назив                                                 | Улога                                         |
| ---------- | ----------------------------------------------------- | --------------------------------------------- |
| 1950-е     |                                                       |                                               |
| 1950.      | Говори Москва                                         |                                               |
| 1950.      | Језеро                                                | Јожо                                          |
| 1952.      | Као и обично                                          |                                               |
| 1953.      | Циганка                                               | Бели младић                                   |
| 1953.      | Невјера                                               |                                               |
| 1953.      | Далеко је Сунце                                       | Никола                                        |
| 1955.      | Крвави пут                                            | Вук                                           |
| 1955.      | Ешалон доктора М.                                     | Аљус                                          |
| 1955.      | Три приче                                             | Ирга                                          |
| 1955.      | Песма са Кумбаре                                      |                                               |
| 1955.      | Шолаја                                                | Командир Проле                                |
| 1956.      | Милиција                                              | Инспектор                                     |
| 1956.      | Последњи колосек                                      | Милиционер                                    |
| 1956.      | Аникина времена                                       | турчин                                        |
| 1956.      | У мрежи                                               | плашљиви рибар                                |
| 1957.      | Мали човек                                            | инспектор                                     |
| 1957.      | Мале ствари                                           |                                               |
| 1957.      |                                                       |                                               |
| 1958.      | У нашег Мартина                                       |                                               |
| 1958.      | Добро море                                            | Рибар Лозич                                   |
| 1958.      |                                                       | Соколов                                       |
| 1959.      |                                                       |                                               |
| 1959.      | Ветар је стао пред зору                               |                                               |
| 1959.      | Три Ане                                               | др Остојић                                    |
| 1960-е     |                                                       |                                               |
| 1960.      | Љубав и мода                                          | управник аеро-клуба                           |
| 1960.      | Партизанске приче                                     | Ирга                                          |
| 1960.      | Тројица (ТВ)                                          |                                               |
| 1960.      |                                                       |                                               |
| 1960.      |                                                       |                                               |
| 1960.      |                                                       |                                               |
| 1960.      | Рат                                                   | Капетан                                       |
| 1961.      | Дан четрнаести                                        | Службеник СУП-а                               |
| 1961.      | Каролина Ријечка                                      |                                               |
| 1961.      |                                                       | Немачки талац                                 |
| 1961.      | Пустолов пред вратима                                 | Лекар на јави                                 |
| 1961.      | Узаврели град                                         | Инжењер Плавшић                               |
| 1961.      |                                                       | Немац са шлемом                               |
| 1961.      |                                                       |                                               |
| 1961.      |                                                       |                                               |
| 1962.      | Саша                                                  | Уча                                           |
| 1962.      | Капи, воде, ратници                                   |                                               |
| 1962.      | Оклопни воз                                           | Машиновођа                                    |
| 1962.      | Сектор Д                                              |                                               |
| 1962.      |                                                       |                                               |
| 1962.      |                                                       |                                               |
| 1963.      | Две ноћи у једном дану                                | Комесар                                       |
| 1963.      |                                                       |                                               |
| 1963.      | Човјек са фотографије                                 | Перовић                                       |
| 1963.      | Радопоље                                              | Председник општине                            |
| 1963.      |                                                       | Шериф                                         |
| 1964.      | Вртлог                                                | Владимир                                      |
| 1964.      | Николетина Бурсаћ                                     |                                               |
| 1964.      | Бело у белом                                          |                                               |
| 1964.      |                                                       |                                               |
| 1964.      |                                                       |                                               |
| 1964.      | Прометеј с отока Вишевице                             | Мате Бакула                                   |
| 1965.      | Дани искушења                                         | Гјорче Петров                                 |
| 1965.      | Ко пуца отвориће му се                                |                                               |
| 1965.      | Човек није тица                                       | Јан Рудински                                  |
| 1965.      |                                                       | Персон                                        |
| 1965.      | Луција                                                | Заплажник                                     |
| 1965.      |                                                       |                                               |
| 1965.      |                                                       |                                               |
| 1966.      | До победе и даље                                      | Видан                                         |
| 1966.      | Војник                                                |                                               |
| 1966.      | Амандус                                               |                                               |
| 1966.      | Штићеник                                              |                                               |
| 1966.      | Повратак                                              | Иследник                                      |
| 1967.      | Нож                                                   | Адам                                          |
| 1967.      | Горке траве                                           |                                               |
| 1967.      | Диверзанти                                            | Партизански лекар                             |
| 1967.      | Македонска крвава свадба                              | Кузман                                        |
| 1967.      | Пошаљи човека у пола два                              | Марк Бретон                                   |
| 1967.      | Празник                                               |                                               |
| 1967.      | Немирни                                               | Небојша                                       |
| 1967.      | Скупљачи перја                                        | Судија за прекршаје                           |
| 1967.      | Дим                                                   | Зигфрид Неверман                              |
| 1967.      | Кад будем мртав и бео                                 | Потпуковник ЈНА                               |
| 1968.      | Брат доктора Хомера                                   |                                               |
| 1968.      | Поход                                                 | Немачки официр                                |
| 1968.      | Наше приредбе                                         |                                               |
| 1968.      | Опатица и комесар                                     | Управник болнице                              |
| 1968.      | Хероин                                                | Иво                                           |
| 1968.      |                                                       |                                               |
| 1968.      |                                                       |                                               |
| 1969.      | Време без рата                                        | Таксиста                                      |
| 1969.      | Крвава бајка                                          | Немачки капетан                               |
| 1969.      | Тања                                                  |                                               |
| 1969.      | Шпијунка без имена                                    | Белгијски пуковник                            |
| 1969.      | Осека                                                 |                                               |
| 1969.      | Велики дан                                            |                                               |
| 1969.      | Убиство на свиреп и подмукао начин и из ниских побуда | Директор                                      |
| 1969.      | Дружина Сињега галеба                                 |                                               |
| 1970-е     |                                                       |                                               |
| 1970.      |                                                       | Томас Морган                                  |
| 1970.      | Природна граница                                      | Стари ратник                                  |
| 1970.      | Реквијем                                              |                                               |
| 1971.      | Клопка за генерала                                    |                                               |
| 1971.      | Чудо                                                  | Кнез                                          |
| 1971.      | С ванглом у свет                                      |                                               |
| 1971.      | Цео живот за годину дана                              |                                               |
| 1971.      | Чедомир Илић                                          | Министар                                      |
| 1971.      | Енеида                                                | Краљ Латин                                    |
| 1971.      | Последња станица                                      |                                               |
| 1972.      | Време                                                 | Немачки официр                                |
| 1972.      | И Бог створи кафанску певачицу                        |                                               |
| 1972.      | Болани Дојчин (ТВ)                                    |                                               |
| 1972.      | Пуковниковица                                         | Капетан Милер                                 |
| 1972.      | Бреме                                                 | Сеоски бележник                               |
| 1972.      |                                                       | Критичар Латунски                             |
| 1973.      | Легенда                                               |                                               |
| 1973.      | Сан доктора Мишића                                    | Доктор Асбајер                                |
| 1973.      | Наше приредбе (ТВ серија)                             |                                               |
| 1973.      | Сутјеска                                              | Командир Радосав                              |
| 1973.      | Моја велика авантура                                  |                                               |
| 1973.      | Лет мртве птице                                       |                                               |
| 1974.      | СБ затвара круг                                       | др Полда                                      |
| 1974.      | Партизани (ТВ серија)                                 | Пуковник Хофман                               |
| 1974.      | Ужичка република                                      | Партизански поп                               |
| 1974.      | Дервиш и смрт                                         |                                               |
| 1974.      | Партизани                                             | Пуковник Хофман                               |
| 1975.      | Црвена земља                                          | Јанко                                         |
| 1975.      | Доле са оружјем                                       | Судија ратног преког суда капетан Карл Кремер |
| 1975.      |                                                       |                                               |
| 1975.      | Отписани                                              | Министар                                      |
| 1975.      | Легенда                                               |                                               |
| 1975.      | Дечак и виолина                                       | Директор дечјег дома                          |
| 1975.      | Дивота прашине                                        |                                               |
| 1975.      | Ђавоље мердевине                                      | Гинеколог Балтић                              |
| 1975.      | Песма (ТВ серија)                                     |                                               |
| 1976.      | Формула X (кратки)                                    |                                               |
| 1976.      | Најдужи пут                                           | Кади Аскет                                    |
| 1976.      |                                                       |                                               |
| 1976.      | Чувар плаже у зимском периоду                         | Шеф оркестра                                  |
| 1977.      |                                                       |                                               |
| 1977.      | Најдужи пут (ТВ серија)                               | Кади Аскет                                    |
| 1977.      | Марија (ТВ серија)                                    | Клаус                                         |
| 1977.      | Пресуда                                               |                                               |
| 1977.      | Никола Тесла (ТВ серија)                              |                                               |
| 1977.      | Пас који је волео возове                              | Железничар                                    |
| 1978.      | Тигар                                                 | Инспектор                                     |
| 1978.      | Тамо и натраг                                         | Друг Митровић                                 |
| 1978.      | Безбедност у акцији                                   |                                               |
| 1978.      | Повратак отписаних (ТВ серија)                        | Министар саобраћаја                           |
| 1979.      | Последња трка                                         |                                               |
| 1980-е     |                                                       |                                               |
| 1980.      | Време, води                                           | Судија                                        |
| 1980.      | Хајдук                                                | Јеврејски златар                              |
| 1980.      | Трансфер                                              | Водитељ                                       |
| 1980.      | Врућ ветар                                            | Пупавац, Шурдин колега                        |
| 1980.      | Посебан третман                                       | Управник болнице                              |
| 1981.      | Нека друга жена                                       | Живић                                         |
| 1981.      | Ерогена зона                                          | Комшија у лифту                               |
| 1981.      | Дувански пут                                          | Адвокат                                       |
| 1981.      | Бановић Страхиња                                      | Владика                                       |
| 1981.      | Сезона мира у Паризу                                  | Гастарбајтер                                  |
| 1982.      | Тројански коњ                                         | Ружјак                                        |
| 1982.      | Десети брат                                           | Судија                                        |
| 1982.      | Пикник (кратки филм)                                  |                                               |
| 1982.      | Нешто између                                          | Лекар                                         |
| 1982.      | Задах тела                                            | Лојзе                                         |
| 1983.      | Игмански марш                                         | Старац са наочарима                           |
| 1985.      | Није лако са мушкарцима                               | шеф                                           |
| 1986.      |                                                       |                                               |
| 1986.      |                                                       |                                               |
| 1986.      | Примож Трубар (ТВ серија)                             |                                               |
| 1986.      | Херетик                                               | Ахач Турн                                     |
| 1987.      | Место сусрета Београд                                 | Главни уредник новина                         |
| 1987.      | Вук Караџић (ТВ серија)                               | Генерал                                       |
| 1987—1988. | Бољи живот                                            | Симовић                                       |
| 1989.      | Другарица министарка                                  |                                               |
| 1990-е     |                                                       |                                               |
| 1990.      | Тамничари                                             | Члан президија                                |
| 1991.      |                                                       |                                               |
| 1991.      | Срчна дама                                            | Иван                                          |
| 1992.      |                                                       |                                               |
| 1992.      | Дезерт                                                |                                               |
| 1996—1997. | Горе-доле (ТВ серија)                                 | Камер-динер Жика                              |